# Cesina Bermudes
Cesina Borges Adães Bermudes (Anjos, Lisboa, 20 de maio de 1908 – Nossa Senhora de Fátima, Lisboa, 5 de dezembro de 2001), melhor conhecida apenas como Cesina Bermudes, foi uma médica, obstetra, investigadora, feminista e teosofista portuguesa.

## Biografia
Nascida na freguesia dos Anjos, em Lisboa, era filha do escritor teatral e ensaísta Félix Bermudes, natural do Porto (freguesia de Santo Ildefonso), e de sua esposa, Cândida Emília dos Reis Borges, natural de Lisboa (freguesia de Santos-o-Velho).
Frequentou o Liceu Camões, sendo a única rapariga numa turma de quinze rapazes. Licenciou-se na Faculdade de Medicina de Lisboa em 1933 (1932?), fez o Internato Geral em 1933-1934 e o Internato de Cirurgia e a especialidade de Obstetrícia em 1936-1937 (1937-1938?). Foi assistente de Anatomia e Clínica do professor Henrique de Vilhena (1879-1958) nos Hospitais Civis de Lisboa (atual Centro Hospitalar Lisboa Central EPE).
Posteriormente, contaria em entrevistas que decidira ser médica aos onze anos de idade, quando o tio materno e seu padrinho de batismo, Álvaro de Lacerda e Melo, lhe falou do que era ser médico de aldeia e fazer visitas a gente pobre sem cobrar nada. A figura desse tio terá inspirado a personagem "João Semana", imortalizada pelo escritor Júlio Dinis na obra "As Pupilas do Senhor Reitor" (1867).
A 11 de março de 1936, casou civilmente em Lisboa com João Augusto Pimentel Moutinho, então de 32 anos, industrial, natural de Vila Nova de Foz Côa (freguesia de Sebadelhe), filho de Augusto César Moutinho, proprietário, natural de São João da Pesqueira, e de Bela Aurora Pimentel, natural de Vila Nova de Foz Côa (freguesia de Sebadelhe). Menos de um ano depois, os dois divorciaram-se litigiosamente, por sentença transitada em julgado a 24 de fevereiro de 1937.
Ainda na década de 1940 viveu o despertar de sua consciência política, tendo assinado, em 1945, as listas do Movimento de Unidade Democrática (MUD), subscrevendo a constituição no seu seio de uma Comissão de Mulheres.
Concluiu o doutoramento na Faculdade de Medicina de Lisboa – a segunda mulher no país a fazê-lo (a primeira, em 1904,foi Domitila de Carvalho) - em 1947 com 19 valores (num máximo de 20 valores).
Em 1948 apoiou a candidatura de Norton de Matos às eleições presidenciais portuguesas de 1949, integrando a Comissão Central do Movimento Nacional Democrático Feminino (MNDF), juntamente com Maria Lamas, Maria Isabel Aboim Inglês, Ema Quintas Alves e Manuela Porto. Como uma das dirigentes da respectiva Comissão Eleitoral Feminina em Lisboa, discursou em favor do seu candidato em diversos comícios. Juntamente com Ermelinda Cortesão e Luísa de Almeida, marcou presença na Assembleia de Delegados realizada no Centro Republicano António José de Almeida a 7 de fevereiro de 1949, em que se decidiu pela não ida às urnas daquele candidato.
Foi presa por integrar a Comissão Central do Movimento Nacional Democrático Feminino, sendo submetida a interrogatórios e recolhida ao Forte-prisão de Caxias a 14 de outubro de 1949, de onde foi libertada três meses depois, a 14 de janeiro de 1950. Entretanto, devido às suas convicções anti-salazaristas, foi impedida de lecionar na Faculdade de Medicina de Lisboa e viu-se obrigada a ensinar Puericultura em diversas escolas industriais.
Em 1950, esteve envolvida na constituição do Comité Nacional de Defesa da Paz, juntamente com Maria Isabel Aboim Inglês, Maria Lamas e Virgínia Moura.
Quando da trasladação dos restos mortais do antigo Presidente da República Manuel Teixeira Gomes (1923-1925), em outubro de 1950, marcou presença no cortejo fúnebre rumo ao cemitério de Portimão com centenas de outros oposicionistas ao regime.
Em 1954 partiu para Paris para estudar as técnicas do parto psicoprofiláctico (vulgarmente denominado "parto sem dor") no curso do obstetra francês Fernand Lamaze. Foi precursora desse método em Portugal juntamente com os médicos Joaquim Seabra-Diniz (1914-1996), Pedro Monjardino (1910-1969) e João dos Santos (1913-1987), que encontrou naquela capital. De volta a Portugal divulgou o método em diversas revistas médicas, de que se destacam os artigos "Bases Científicas do Parto sem Dor" (1955) e "Notas Soltas sobre o Parto sem Dor" (1957).
Assinou, com Virgínia Moura, o documento comemorativo do 10.º aniversário do MUD (1955) e, em 1957, integrou, com as escritoras Lília da Fonseca e Natália Correia, a Comissão Cívica Eleitoral de Lisboa, uma iniciativa da oposição com vista a intervir legalmente nas eleições que se avizinhavam.
Apoiou a candidatura de Arlindo Vicente (1958) e, depois, a do General Humberto Delgado às eleições presidenciais portuguesas de 1958. Posteriormente, deixou de ter visibilidade política para se manter disponível para a assistência médica a mulheres do Partido Comunista Português (PCP), nomeadamente na ajuda a parturientes a viverem na clandestinidade.
A 19 de maio de 1989, foi agraciada com o grau de Comendador da Ordem da Liberdade.
Morreu a 5 de dezembro de 2001, aos 93 anos, na freguesia de Nossa Senhora de Fátima, em Lisboa.
Em 2009, o topónimo Rua Cesina Adães Bermudes foi atribuído a uma das ruas do Polo Tecnológico de Lisboa, em sua homenagem.

## Vida associativa
Foi campeã de natação, participou em corridas de bicicletas e de automóveis. Escrevia regularmente para o jornal República (1956). Foi membro da Sociedade Anatómica de Portugal e da Sociedade Anatómica Luso-Espanhola-Americana.
Seguindo o exemplo do pai, pertenceu, desde 1927, à Sociedade Teosófica de Portugal (STP), onde desempenhou as funções de secretária-geral. Acreditava na reencarnação e optou pela alimentação vegetariana.